# Drame en trois actes (téléfilm, 1986)
Pour les articles homonymes, voir Drame en trois actes (homonymie).
Pour plus de détails, voir Fiche technique et Distribution.
Drame en trois actes ou Meurtre en trois actes (Murder in Three Acts) est un téléfilm américano-mexicain réalisé par Gary Nelson, diffusé le 30 septembre 1986 aux États-Unis. Il est adapté du roman Drame en trois actes d'Agatha Christie, mettant en scène le détective belge Hercule Poirot.
En France, le téléfilm a été rediffusé le 17 août 1990 sur La Cinq.

## Synopsis
Hercule Poirot est accueilli à Acapulco par son ami Arthur Hastings. Poirot est sur le point d'écrire son autobiographie. Lors d'une soirée, il assiste à la mort de Babbington, un homme d'église, dont le Dr Strange, un neurologue présent parmi les invités, ne peut que constater le décès soudain alors qu'il buvait un verre comme tous les autres convives. D'abord peu convaincu qu'il puisse s'agir d'un meurtre, Poirot change d'avis lorsque le Dr Strange meurt à son tour empoisonné lors d'une autre réception.

## Fiche technique
- Titre français : Drame en trois actes
- Titre français alternatif : Meurtre en trois actes
- Titre original : Murder in Three Acts
- Réalisation : Gary Nelson
- Scénario : Scott Swanton, d'après le roman Drame en trois actes d'Agatha Christie.
- Musique : Alf Clausen
- Costumes : Mina Mittelman
- Photographie : Neil Roach
- Montage : Donald R. Rode
- Production : Paul Waigner
- Société de production : Warner Bros. Television
- Pays :  États-Unis,  Mexique
- Langue : Anglais
- Format : couleur — 35 mm — 1,33:1 — Mono
- Genre : Téléfilm policier
- Durée : 94 min
- Dates de sortie :
  -  États-Unis : 30 septembre 1986

## Distribution
- Peter Ustinov (VF : lui-même) : Hercule Poirot
- Tony Curtis (VF : Marc de Georgi) : Charles Cartwright
- Emma Samms (VF : Dorothée Jemma) : Jennifer « Poussin » Eastman
- Jonathan Cecil (VF : Jacques Ciron) : Le capitaine Arthur Hastings
- Diana Muldaur (VF : Sylvie Moreau) : Angela Stafford
- Concetta Tomei (VF : Anne Deleuze) : Janet Crisp
- Dana Elcar (VF : Jean-Pierre Moulin) : Dr. Wallace Strange
- Lisa Eichhorn : Cynthia Dayton
- Fernando Allende (VF : Vincent Violette) : Ricardo Montoya
- Nicholas Pryor (VF : Hervé Bellon) : Freddie Dayton
- Pedro Armendariz Jr. (VF : Serge Lhorca) : Le colonel Mateo
- Marian Mercer (VF : Ginette Pigeon) : Daisy Eastman
- Frances Lee McCain : Miss Milray
- Claudia Guzmán : Rosa
- Philip Guilmant (VF : Jacques Brunet) : Le révérend Babbington
- Jacqueline Evans : Mrs Babbington

## Analyse

### Différences avec le roman
Cette adaptation télévisée, infidèle au roman, situe l'action de Londres à Acapulco.
Les personnages sont également modifiés dans leur personnalité ou carrément escamotés :
- Sir Charles Cartwright, comédien de théâtre britannique, devient un acteur américain ;
- Mr Satterthwaite est remplacé par Arthur Hastings, pourtant absent du roman ;
- Lady Mary et Miss Hermione Lytton Gore cèdent la place à une jeune femme nommée Jennifer « Egg » Eastman.

De plus, le film se déroule à une époque contemporaine (1986) et comporte pour cette raison quelques modernisations, notamment le téléphone sans fil, utilisé sur la plage par le personnage de Jennifer Eastman, qui n'existe pas dans le roman qui se déroule dans les années 1930.

## Autour du film
Peter Ustinov reprend le rôle d'Hercule Poirot pour la cinquième fois. Après avoir incarné le personnage dans trois films au cinéma (Mort sur le Nil, Meurtre au Soleil, Rendez-vous avec la mort), il joue Poirot dans trois téléfilms dont Meurtre en trois actes est le troisième et dernier après Le Couteau sur la nuque et Poirot joue le jeu.

## Sortie vidéo
Le téléfilm a fait l'objet d'une sortie sur le support DVD dans un coffret :
- Agatha Christie - Les classiques de Warner Bros. (Coffret 4 DVD-9) sorti le 19 octobre 2011 édité par Koba Films et distribué par Warner Bros. Home Entertainment France. Le ratio est en 1.33:1 plein écran 4:3. L'audio est en Français et Anglais 2.0 Dolby Digital avec présence de sous-titres français. En supplément les filmographies des acteurs, un documentaire sur Agatha Christie ainsi que des bandes annonces de l'éditeur. Il s'agit d'une édition Zone 2 Pal[2].